# Gavilea venosa
Gavilea venosa – gatunek naziemnych roślin zielnych z rodziny storczykowatych (Orchidaceae). Występuje naturalnie w centralnej i południowej części Chile. 

## Rozmieszczenie i siedlisko
Występuje w klimacie umiarkowanym chłodnym. Rośnie w różnych warunkach środowiskowych, w zależności od wysokości nad poziomem morza – na obszarach przybrzeżnych (0-500 m n.p.m.), w górach przybrzeżnych (500-2000 m n.p.m.) i dalej w głębi lądu w dolinach. 
Zajmuje siedliska zróżnicowane pod względem wilgotnościowym (suchych, umiarkowanie suchych i wilgotnych) oraz świetlnym. W obszarach suchych, charakteryzujących się długimi okresami suszy trwającymi od 6 do 10 miesięcy, opady atmosferyczne, rzędu 100-300 mm, koncentrują się w porze zimowej. W strefach umiarkowanie suchych, okresy suszy są krótsze i trwają od 3 do 5 miesięcy, a opady, wynoszące od 400 do 800 mm, również skupiają się w zimie. W środowiskach wilgotnych, opady są niemal stałe, a ewentualne okresy suszy są krótkotrwałe, zazwyczaj nie przekraczają jednego miesiąca.
Zajmuje stanowiska półcieniste, gdzie roślinność zapewnia ochronę przed bezpośrednim nasłonecznieniem, filtrując od 20 do 40% światła. Rośnie również na stanowiskach cienistych, takich jak strome zbocza pod gęstą pokrywą roślinną filtrującą od 40 do 80% światła. Wreszcie, gatunek ten może występować w głęboko zacienionych siedliskach, takich jak głębokie wąwozy, dodatkowo zacienione przez drzewa lub w miejscach z bardzo gęstą pokrywą roślinną, na przykład w lasach waldiwijskich, gdzie zacienienie sięga od 80 do 100%.

## Morfologia
Rośliny osiągają wysokość do 50 cm. Kwitną późną zimą i wczesną. Kwiatostan jest wyprostowany i wielokwiatowy. Kwiaty są białe. 

## Systematyka
Gatunek typowy rodzaju Chloraea zaklasyfikowany do plemienia Chloraeeae w podrodzinie storczykowych (Orchidoideae), rodzina storczykowate (Orchidaceae), rząd szparagowce (Asparagales) w obrębie roślin jednoliściennych.